# Enjoy
Az Enjoy Janet Jackson amerikai énekesnő harmadik kislemeze kilencedik, 20 Y.O. című stúdióalbumáról. Az előző két kislemez, a Call on Me és a So Excited viszonylagos sikertelensége miatt a kiadó a dalt csak promóciós kislemezként jelentette meg és csak Japánban, annak ellenére, hogy a rajongók kérvényt nyújtottak be, hogy a nemzetközi piacon is megjelenjen. Az amerikai R&B-rádiók számára a With U című dalt küldték el, más országokban nem jelent meg harmadik kislemez.
A dalhoz nem készült videóklip.

## Helyezések
| Slágerlista (2006)         | Legmagasabb helyezés |
| -------------------------- | -------------------- |
| Japán J-Wave Tokio Hot 100 | 1                    |